# Condensation de Knoevenagel
La condensation de Knoevenagel est une réaction de chimie organique dans laquelle un composé carbonylé réagit avec un équivalent de carbanion en présence d'une base faible pour former un composé carbonylé α,β-insaturé ou un composé apparenté après élimination d'une molécule d'eau.
Avec Z un groupe électroattracteur, de type carbonyle, acide carboxylique, nitrile, ester, amide, phosphate, etc.

## Historique
En 1894, Emil Knoevenagel découvre que la réaction entre le formaldéhyde et le malonate de diéthyle en présence de diéthylamine mène à la formation de l'adduit bis. En 1896, il réussit à produire de l'acétoacétate d'éthylbenzylidène en faisant réagir du benzaldéhyde avec de l'acétoacétate d'éthyle.

## Mécanisme
Le mécanisme est différent selon que la base ajoutée est une amine tertiaire d'une part, une amine primaire ou secondaire d'autre part.

### Mécanisme de Hann-Lapworth
Le mécanisme est similaire à celui d'une condensation aldolique, l'amine tertiaire jouant le rôle de base en captant le proton en alpha des groupes électroattracteurs.

### Mécanisme avec une amine secondaire ou primaire
Dans ce cas, l'amine réalise une addition nucléophile sur le composé carbonylé, conduisant après élimination d'un ion hydroxyde à un intermédiaire iminium qui est lui-même la cible d'une addition nucléophile menant aux produits.

## Utilisation
La condensation de Knoevenagel est une étape importante de la synthèse de la luméfantrine, un principe actif anti-malaria qui entre dans la composition du coartem.
La synthèse du gaz CS comporte également une étape de condensation de Knoevenagel suivie de la réaction de la base avec l'adduit.

## Variantes

### Modification de Doebner
Dans la modification de Doebner de la condensation de Knoevenagel, l'équivalent de carbanion est l'acide malonique. Le produit initial peut alors subir une décarboxylation. La base employée est généralement la pyridine.

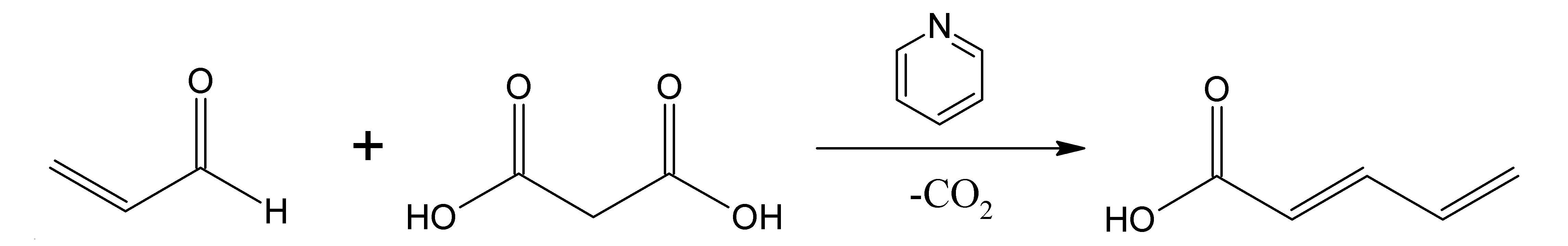
La modification de Doebner de la condensation de Knoevenagel. L'acroléine et l'acide malonique réagissent en présence de pyridine pour donner l'acide trans-2,4-pentadiénoïque après avoir éliminé une molécule de dioxyde de carbone.

### Réaction de Weiss-Cook
La réaction de Weiss-Cook est la synthèse d'une cis-bicyclo[3.3.0]octane-3,7-dione à partir d'un diester dérivé de l'acétone et d'une 1,2-dicétone. Le mécanisme de cette réaction est semblable à celui de la condensation de Knoevenagel.